# Betio
Betio es una isla en el extremo sudoeste de Tarawa, en el grupo de islas Gilbert, pertenecientes a Kiribati. El puerto principal de Tarawa se localiza aquí.

## Demografía
- La población en 1990 era de 28 802 personas principalmente de origen micronesio.
- Tiene la densidad de población más alta del Pacífico, equiparable con la de Hong Kong (China)

## Historia
- Fue por primera vez habitada probablemente antes de la era cristiana, por un grupo de micronesios, que permaneció allí con sus costumbres hasta la llegada de los navíos británicos a finales del siglo XVIII y en el siglo XIX.
- La isla es conocida por la batalla de Tarawa, en la Segunda Guerra Mundial.
- También fue escenario de una masacre, la decapitación de los civiles de Nueva Zelanda y de Fiyi por parte de las fuerzas japonesas antes de los aterrizajes de los Estados Unidos de América. La masacre pudo haber sido provocada en venganza por la colaboración en la fuga de marineros del buque mercante Nimanoa.

Los marineros se escaparon en un barco pequeño y navegaron a Fiyi. Las noticias de la masacre fueron ocultadas por las autoridades británicas entonces, hasta el punto de que los gobiernos de Nueva Zelanda y de Fiyi tuvieron que informar a las familias de las muertes de sus hombres.
- Desde los años 70 el islote es cada vez más poblado, siendo el centro principal de la actividad económica en Kiribati. La construcción de la calzada a Bairiki en los años 80 aumentó aún más la densidad siendo actualmente uno de los lugares con mayor densidad de población del mundo (11.736 habitantes por kilómetro cuadrado)

- Datos: Q831455
- Multimedia: Betio / Q831455